# 万代寺

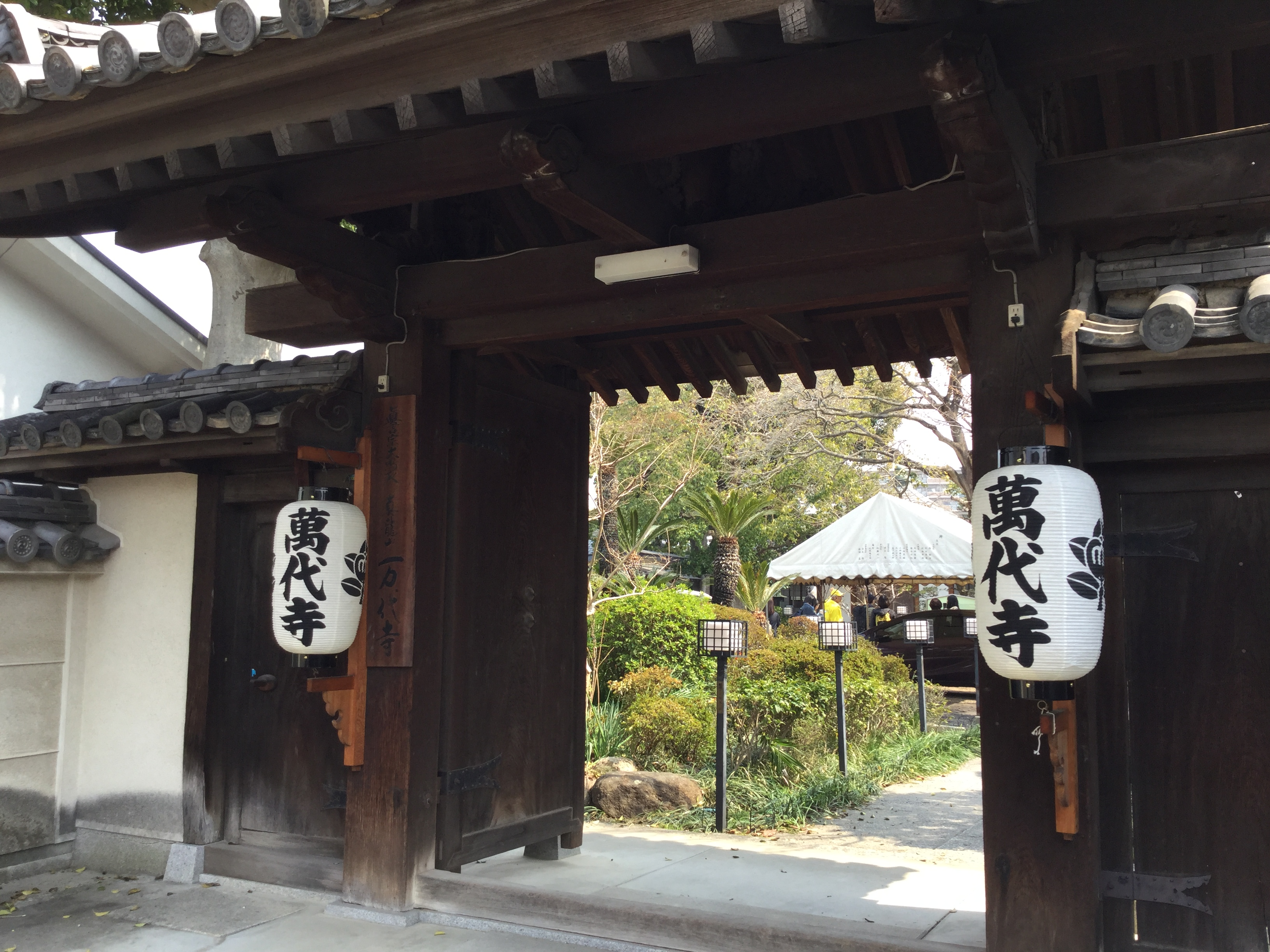
山門

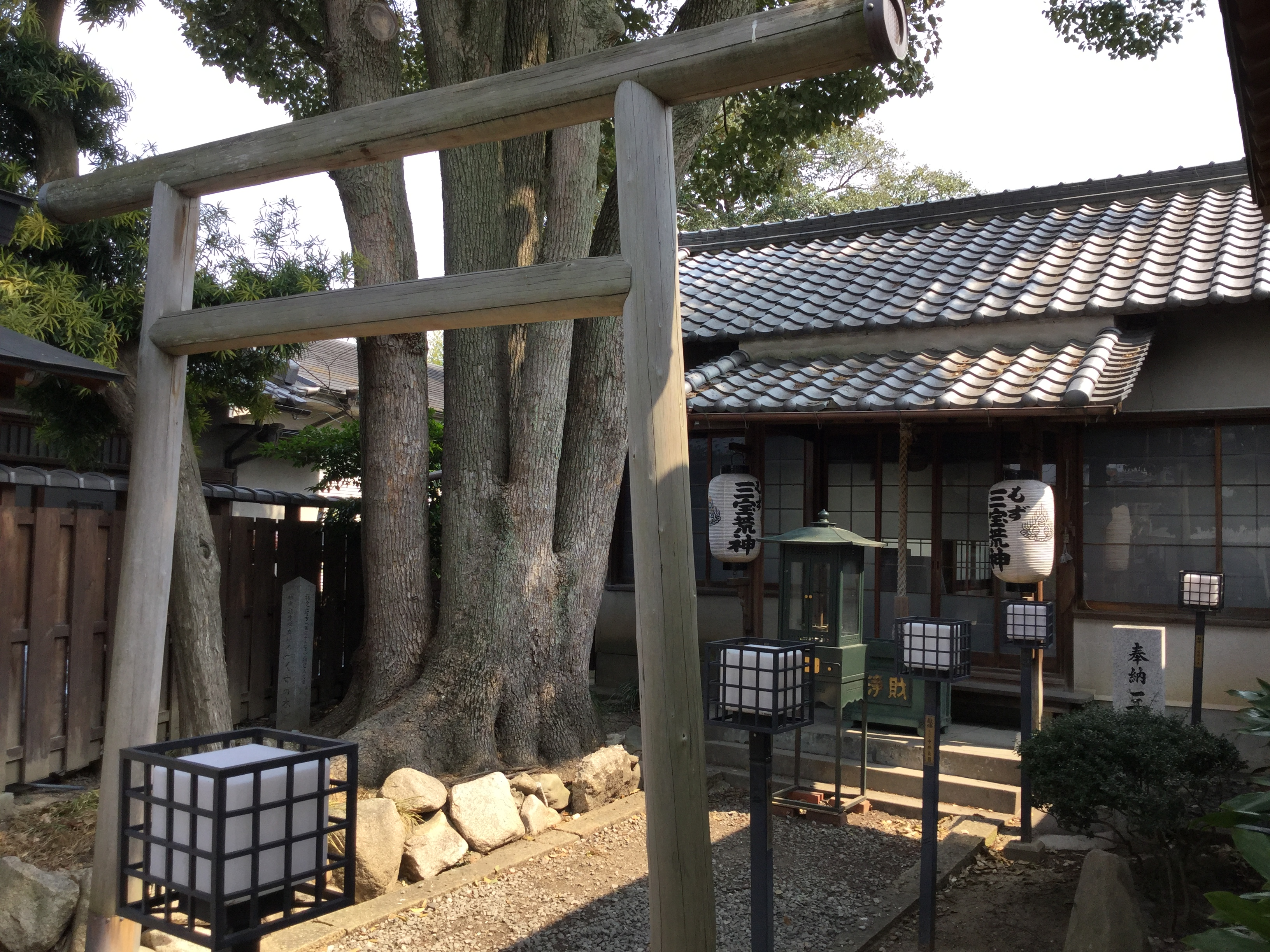
荒神堂

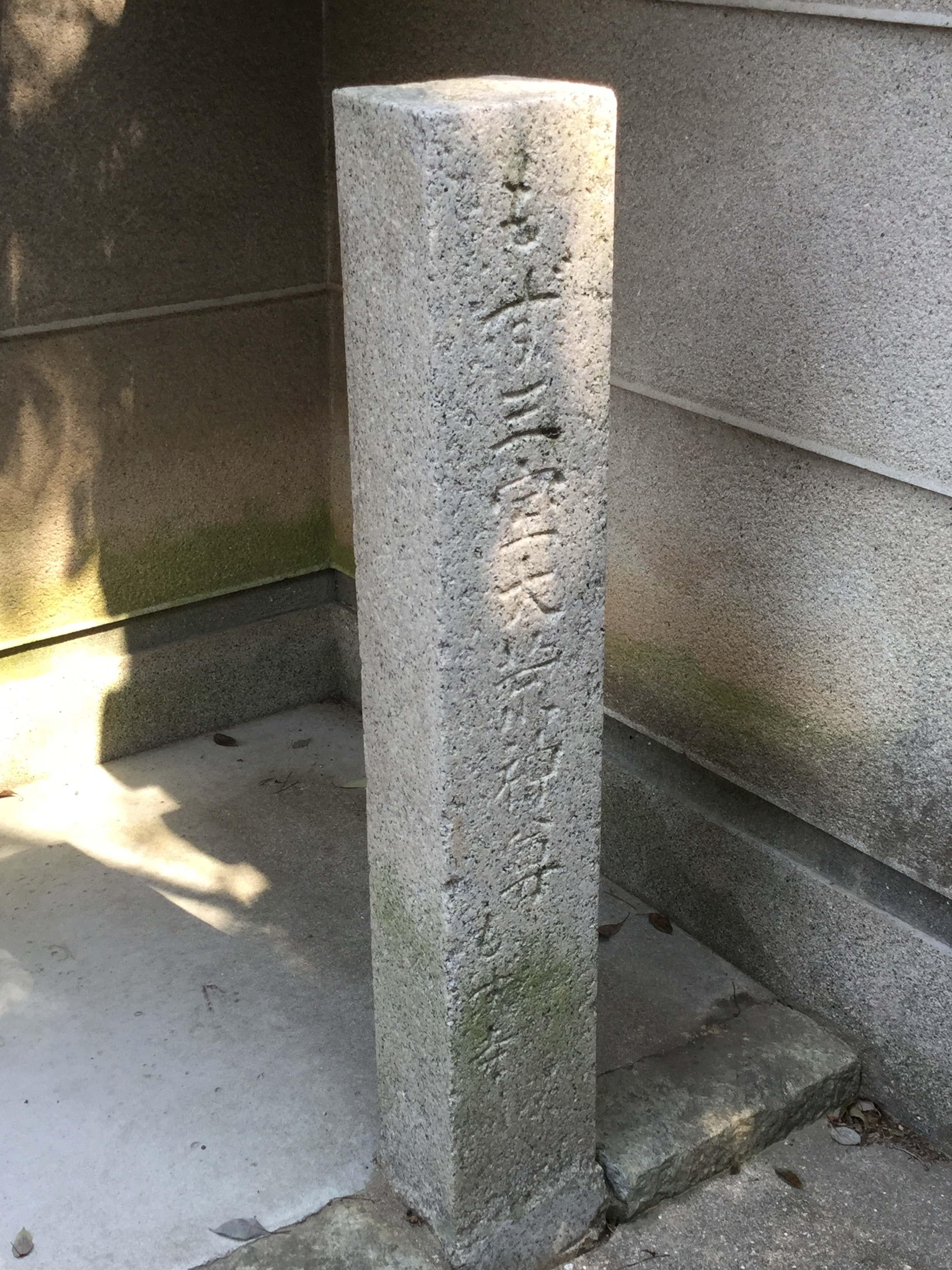
石碑

万代寺（まんだいじ）は、大阪府堺市北区にある真言宗犬鳴派の寺院。山号は真龍山。本尊は無量寿如来。

## 歴史
奈良時代、天平元年（729年）に行基による開山と伝えられている。『行基開創を明らかにする資料はないが、高林家文書の天正11年の国益御免之状に「此寺之儀、於我等等聊不可有疎略候条」とあり、別格の寺院としての扱いを受けていた』（ 堺市歴史的建造物調査報告書 堺の寺社建築　１　堺支所　北支所　97頁9-11行目より引用）とある。
真言宗大覚寺の末寺として、また、隣接する百舌鳥八幡宮の神宮寺であり奥の院と呼ばれていた。古くより百舌鳥八幡宮とは関係が深い。
南北朝時代には七堂伽藍を有し、足利尊氏が当寺を祈願所とした。
天正12年（1584年）、羽柴秀吉と根来寺・雑賀衆による合戦によって建物や古記書類に至るまでことごとく焼失した。その後、寛永元年（1624年）に堯俊によって再興された。当時の境内は645坪有り、本堂・庫裏・廊下・寮舎・表門・裏門があった。また、境内の外には観音堂もあった。
明治時代の神仏分離の際、百舌鳥八幡宮の神宮寺・万代寺は残ったが、同じく神宮寺であった重楽院は廃寺とされた。百舌鳥八幡宮の神主と氏子が境内にある万代寺の鐘楼堂と本地堂を処分し、社殿修復費にあてるよう堺県役所へ1868年（明治元年）願い出るが、万代寺より社地借受料として米1.5石を毎年支払うことで解決した。

## 境内
- 本堂 - 無量寿如来を祀る。
- 毘沙門堂 - 南海沿線七福神の毘沙門天を祀る。
- 荒神堂 - 三宝荒神を祀る。
- 庫裏
- 山門（西門）
- 南門

## 文化財

### 堺市指定保存樹木
- くすのき - 1991年（平成3年）3月30日に堺市保存樹木に指定される[7]。

## 行事
- 振る舞いぜんざい（節分） - 厄年の人が餅・小豆・砂糖を奉納し、ぜんざいを炊き参拝者に振る舞う[8]。

## 前後の札所
南海沿線七福神（毘沙門天）

## 交通
- 阪和線百舌鳥駅から徒歩10分
- 南海高野線百舌鳥八幡駅から徒歩10分
- 御堂筋線なかもず駅から徒歩20分